# Купи, Абаз
Абаз Купи (алб. Abaz Kupi, псевдоним Bazi i Canës; 6 августа 1892, Круя, Османская империя — 17 января 1976, Нью-Йорк, Нью-Йорк) — албанский военный, межвоенный и послевоенный политический деятель, активист независимости, деятель движения сопротивления во время Второй мировой войны.
Купи в межвоенной Албании работал в тесном сотрудничестве с бывшим королём Ахметом Зогу. Он был капитаном гарнизона в Круе. Позже он получил звание майора. 
Во время Второй мировой войны первоначально сотрудничал с коммунистическим движением сопротивления, но вскоре вступил в конфликт с коммунистами и создал роялистское движение Легалитети, выступавшее за восстановление монархии Зогу. В вооружённом противостоянии с НОАА монархисты потерпели поражение. В ноябре 1944 года Абаз Купи покинул Албанию. В эмиграции он присоединился к антикоммунистическому Национальному комитету «Свободная Албания». Умер в 1976 году в США.